# Municipio de Lincoln (condado de Shelby)
El municipio de Lincoln (en inglés: Lincoln Township) es un municipio ubicado en el condado de Shelby en el estado estadounidense de Iowa. En el año 2010 tenía una población de 371 habitantes y una densidad poblacional de 4,27 personas por km².

## Geografía
El municipio de Lincoln se encuentra ubicado en las coordenadas 41°38′43″N 95°23′13″O / 41.64528, -95.38694. Según la Oficina del Censo de los Estados Unidos, el municipio tiene una superficie total de 86.9 km², de la cual 86,9 km² corresponden a tierra firme y (0 %) 0 km² es agua.

## Demografía
Según el censo de 2010, había 371 personas residiendo en el municipio de Lincoln. La densidad de población era de 4,27 hab./km². De los 371 habitantes, el municipio de Lincoln estaba compuesto por el 99,73 % blancos, el 0,27 % eran asiáticos. Del total de la población el 1,89 % eran hispanos o latinos de cualquier raza.